# Мецлер, Йост
Йост Мецлер (нем. Jost Metzler; 26 февраля 1909, Альтсхаузен — 29 сентября 1975[…], Bavendorf) — немецкий офицер-подводник, капитан 3-го ранга (1 октября 1943 года), участник Второй мировой войны.

## Биография
Моряк торгового флота. В октябре 1933 года поступил в ВМФ в качестве офицера по вопросам морской торговли.
1 января 1934 года поступил на флот фенрихом. 1 января 1936 года произведен в лейтенанты. Служил на миноносцах.

## Вторая мировая война
После начала войны совершил 13 боевых походов на минном тральщике «Гриле».
В апреле 1940 года переведен в подводный флот.
2 ноября 1940 года назначен командиром подлодки U-69, на которой совершил 4 похода (проведя в море в общей сложности 117 суток).
Во время 1-го похода (из Киля в Сен-Назер) потопил 3 судна общим водоизмещением 18 576 брт.
Наиболее удачным для Мецлера стал его 3-й поход: он записал на свой счет 5 судов (водоизмещением 25 544 брт.), кроме того, его лодка установила в бухте Лагоса мины, на которых подорвался британский пароход.
28 июля 1941 года награждён Рыцарским крестом Железного креста.
В августе 1941 года Мецлер заболел и 28 августа 1941 года оставил командование U-69. После выздоровления Мецлер служил инструктором по боевой подготовке в 25-й и 27-й флотилиях.
С 1 февраля по 30 июня 1943 года командовал подлодкой U-847, но в боевых действиях участия не принимал.
В октябре 1943 года назначен командиром сформированной в Пиллау 19-й флотилии подводных лодок. Руководил подготовкой экипажей подлодок до конца войны.
Всего за время военных действий Мецлер потопил 11 судов общим водоизмещением 53 684 брт и повредил 1 судно водоизмещением 4887 брт.